# Tuggeranong

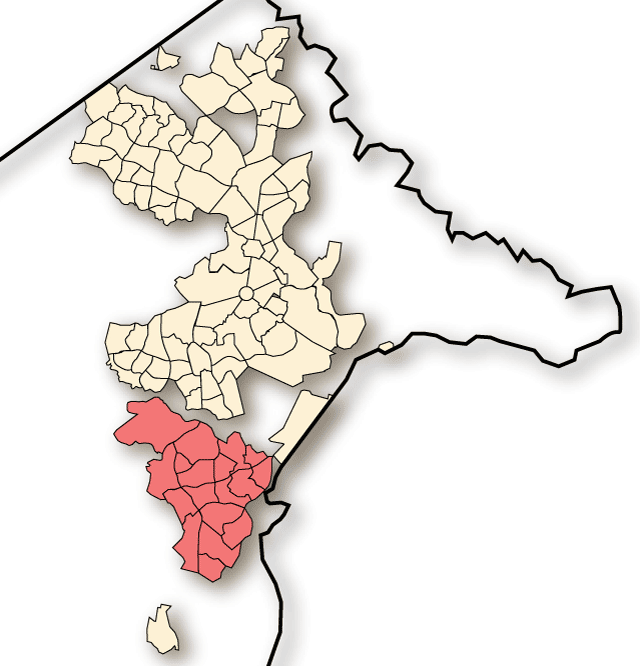
L'arrondissement de Weston Creek à Canberra.

Tuggeranong est l'arrondissement (district) le plus au sud de la ville de Canberra, la capitale fédérale de l'Australie. Il comprend 19 quartiers (suburbs), 31 819 logements et 87 119 habitants. Sa superficie est de 117 km2. Le district se trouve à l'est de la Murrumbidgee.
Le nom de la ville est d'origine aborigène et signifie froide plaine.
Des peintures et autres traces trouvées dans la région montrent que l'endroit était habité depuis plus de 21 000 ans. 

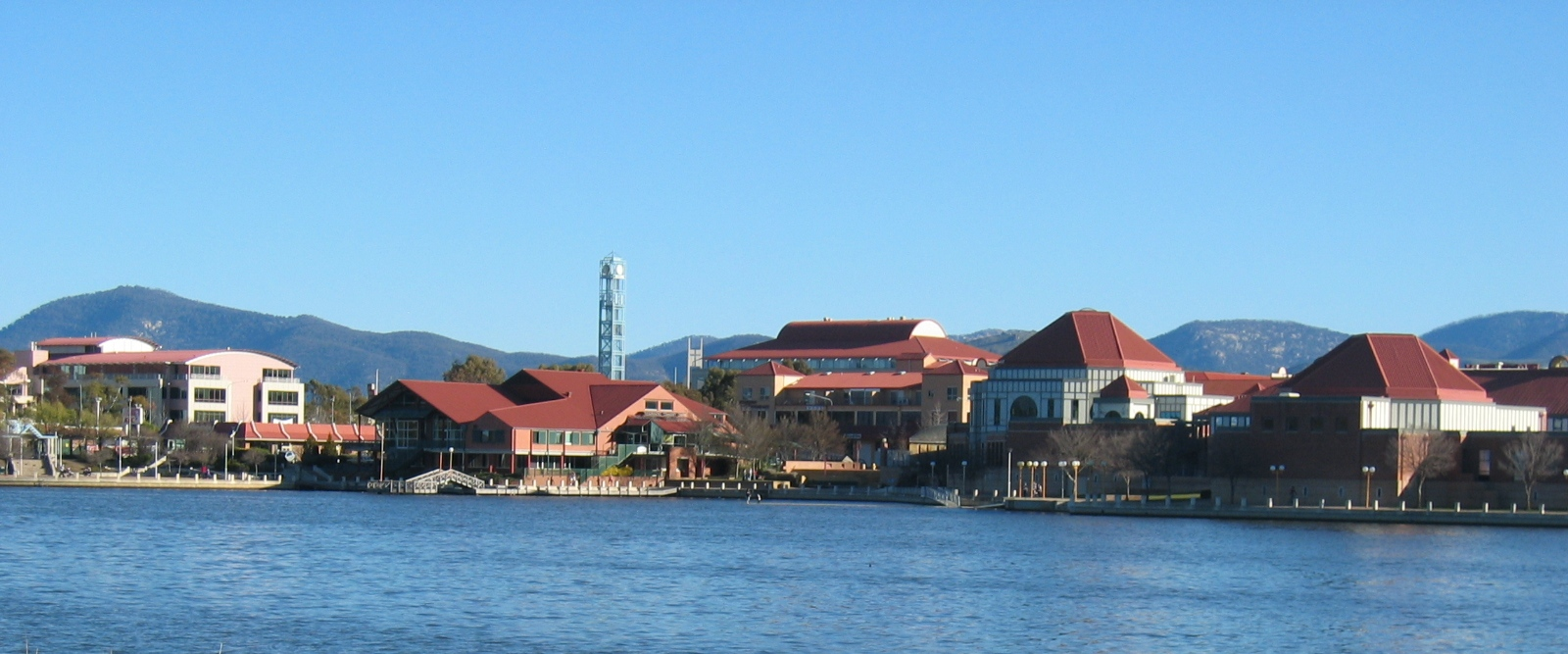
Le centre ville et le lac Tuggeranong.